# Steinenkloster

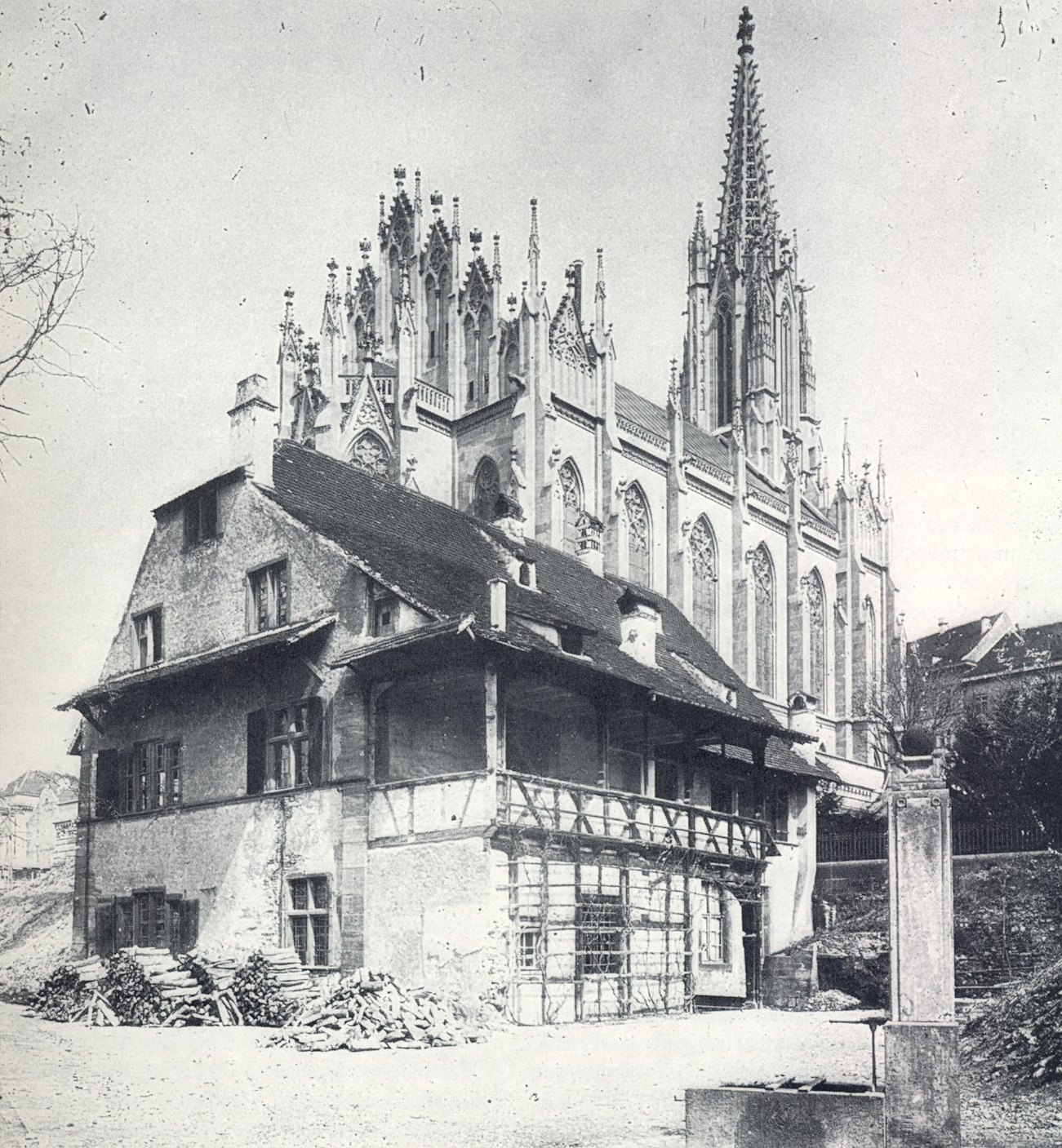
Die Schaffnei, dahinter die Elisabethenkirche (1864), Bild von 1869

Das Steinenkloster, auch Maria-Magdalena-Kloster, ursprünglich Kloster der Reuerinnen Sancta Maria Magdalena an den Steinen zu Basel, war ein Basler Frauenkloster der Dominikanerinnen. Heute befindet sich hier das Theater Basel und der Fasnachts-Brunnen.

## Geschichte
Das vor 1230 am Steinenberg ausserhalb der damaligen Inneren Stadtmauer gegründete Kloster Maria Magdalena in den Steinen war der erste Frauenkonvent in Basel. Patronin war Maria Magdalena, die bekehrte Sünderin aus dem Neuen Testament. Der Konvent stand unter dem Schutz und Segen von Papst Gregor IX (1227–1241). Gegründet wurde der Frauenorden der Reuerinnen erst wenige Jahre zuvor. Die Schwestern sollten gemäss den Satzungen Gregors IX. gefallene Mädchen, ehemalige Dirnen und andere «Sünderinnen» aufnehmen. Diese hätten auf den Pfad christlicher Tugenden zurück geführt werden sollen. Ab 1251 wurden jedoch «solcher Art Frouen» nicht mehr aufgenommen. Bei der Aufnahme wurde auf einen ungetrübten Leumund geachtet.
Im Verlauf von Streitigkeiten zwischen Kaiser Friedrich II. und dem Papsttum zog Rudolf IV. Graf von Habsburg 1253 gegen Basel. Da das Kloster ungeschützt ausserhalb der Stadtmauer lag liess es Rudolf niederbrennen. Der Wiederaufbau erfolgte mit Hilfe von Spenden und dem Bischof von Basel Berthold von Pfirt (1248–1262).
Die klösterlichen Pflichten und Auflagen wurden durch die Schwestern vernachlässigt. Bischof Peter Reich von Reichenstein (1286–1296) unterstellte 1291 die Reuerinnen der Aufsicht der Dominikaner. Diese sollten die Ordenszucht wieder herstellen. Da keine Besserung eintrat übertrug Papst Benedikt XI. (1303–1304) die Aufsicht an die Prediger. Auch diese konnten keine Besserung herbei führen.
Ein Hochwasser des nahen Birsigs zerstörte 1339 einen Teil des Klosters. Das Wasser reichte bis zum Hochaltar. Im folgenden Jahr, nach einem erneuten Hochwasser und einem Blitzeinschlag, wurde ein umfangreicher Neubau erforderlich. Erst 1348 konnten die Gebäude und der Friedhof neu geweiht werden. Das Basler Erdbeben von 1356 zerstörte wieder fast die ganze Anlage. Nur der Chor der Kirche stand noch. Das Kloster war unbewohnbar und musste neu aufgebaut werden.
In den folgenden Jahren wurden die Gelübde immer weniger eingehalten. Stillschweigen, Klausur, Fastengebote, Armut, alles wurde vernachlässigt. Als die Disziplin beim Gottesdienst und den Chorgebeten nachliess reagierte der Rat Basels. Man wandte sich erneut an die Dominikaner. Diese veranlassten 1422, dass aus dem Kloster Unterlinden bei Colmar dreizehn Nonnen nach Basel zu entsenden seien um das Kloster zu reformieren. Am 6. November 1423 zogen die Nonnen im Steinenkloster ein.
Daraufhin folgte eine Blütezeit des klösterlichen Lebens. Gar so weit, dass auch andere Klöster von Steinenkloster aus reformiert wurden. So 1429 das Kloster Maria Himmelskron in Worms-Hochheim. Alsdann wurde die bisherige Subpriorin vom Steinenkloster, Margareta Zornin, zur neuen Priorin des Klosters Maria Himmelskron gewählt.
Um 1430 lebten 46 Nonnen im Kloster. So auch die Tochter des Malers Konrad Witz (um 1400–1446). 1442 bezog Witwe Sophie Zibol ein kleines Haus an der Aussenseite der Klostermauer bei der Klosterkirche auf dem Blömblin. Als Pfründerin bewohnte sie das Haus bis zu ihrem Tod am 24. Februar 1478. Mit grosszügigen Spenden unterstützte sie das Kloster.
1520 verstarben zwölf Nonnen durch die Pest. Der Rat entzog 1525 den Dominikanern das Kloster und unterstellte es einem Pfleger. Dieser Entscheid löste Unruhe aus. Dreizehn Nonnen traten aus dem Kloster aus. Im Zuge der Reformation (1529) in Basel, unter Johannes Oekolampad erfolgte die allmähliche Auflösung des Klosters. Unter Beachtung der Gelübde wurde den noch verbliebenen Nonnen das Wohnrecht bis zu ihrem Lebensende gewährt. 1555 war die letzte Nonne im Kloster gestorben.
Die Gebäude gingen in Staatsbesitz über.

## Weitere Nutzung
1666 wurden die Klosterräume zur Nutzung als Zucht- und Waisenhaus bzw. Arbeitshaus umfunktioniert. 1669 wurde das Waisenhaus in das ehemalige Kloster St. Margarethental im Kleinbasel verlegt. An diesem Ort wird es noch heute (2024) betrieben.
Danach bezog das Direktorium der Schaffneien über die Verwaltung des Kirchen- und Schulgutes ein Haus im Klosterareal. In den Jahren 1692–1855 wurde ein Gewölbe als Archiv genutzt. Ab 1720 wurden im Kloster Salz und Messebuden eingelagert
Ab 1692 wurde die Klosterkirche zu einer Kaserne für die Soldaten der Stadtgarnison umgebaut. 1799 wurde die Garnison aufgelöst. 1804 setzte der Kanton, auf der Grundlage der Bundesakte aus 1803, Artikel IX, eine Standeskompanie von 200 Mann ein. Diese wurden wieder in der Kaserne einquartiert. Die Soldaten wurden bald als Stänzler und ihre Unterkunft als Blömlikaserne benannt. Nach Kämpfen bei den Trennungswirren 1833 musste auf eidgenössischen Befehl die Standeskompanie aufgelöst werden. Nach einem Gesetz vom 4. Februar 1834 wurde wieder eine 201 Mann starke Standestruppe aufgebaut. Die Soldaten hatten Bewachungsaufgaben unter den Stadttoren und an anderen wichtigen Orten und unterstützten die Polizei. Sie dienten bis zu ihrer Auflösung am 14. Juni 1856
An der heutigen Theaterstrasse beim Klosterberg wurde in den alten Gebäuden ein Marstall eingerichtet. Dort konnten Stellplätze für Pferde gemietet werden. Der Platz davor wurde als Rossmarkt bezeichnet. Regelmässig wurde dort ab 1851 Grossvieh verkauft.
Zur Bauzeit des Gerichtsgebäudes an der Bäumleingasse 3 von 1857–1859 tagte das Gericht auch in ehemaligen Räumen des Klosters. 1859–1860 wurden während Umbauarbeiten an der Universität in der Kaserne Schulungsräume eingerichtet. Eine Realschule nutzte diese Räume ab Juni 1861 für ein Jahr, anschliessend folgte eine Mädchen-Gemeindeschule

## Abbruch und Neubebauung
1830–1832 wurde auf dem Areal der ehemaligen Reitschule das erste Theater nach Plänen von Melchior Berri erstellt. Eröffnet werden konnte das als Theater auf dem Blömlein benannte Schauspielhaus erst 1834. Dies wegen fehlenden Einrichtungsgegenständen und politischen Auseinandersetzungen.
Im Dezember 1868 genehmigte der Rat den Abriss der einstigen Klosterkirche. Die Mädchenschule musste in das Gebäude der Schaffnei umziehen
1873 wurde das Theater auf dem Blömlein geschlossen und durch die Stadt zur Nutzung als Schulhaus umgebaut. Nun wurden der Marstall und die alten Gebäude an der Theaterstrasse bis zum Klosterberg abgebrochen. Auf dem gewonnenen Platz wurde nach Plänen von Johann Jakob Stehlin 1876 ein Erweiterungsbau an das Schulhaus gebaut. Es wurde als Steinen-Schulhaus benannt.
Nach dem Abbruch der Klosterkirche wurden die Fundamente mit dem 1866 von Alfred Nobel erfundenen Dynamit gesprengt. Anschliessend konnte an der Ecke Theaterstrasse – Steinenberg von 1873–1875 ein grösseres Theater erstellt werden. Dieses wurde als Stadt-Theater benannt.
Immer mehr Kloster Bauten wurden abgerissen. 1875 verschwand mit der Schaffnei das letzte Überbleibsel des Steinenklosters.
Das Steinen-Schulhaus wurde genutzt bis 1969. Wegen einer geplanten Gesamtüberbauung auf dem ehemaligen Klosterareal durch ein neues Theater musste das Schulhaus abgebrochen werden. So konnte nach einer Bauzeit von 1969–1975 nach Plänen des Architekturbüros Schwarz & Gutmann 1975 das Theater Basel eröffnet werden. Dieses verfügt über ein unterirdisches Parkhaus und einen von Bäumen gesäumten Platz auf dem sich der Fasnachts-Brunnen von Jean Tinguely („Tinguely-Brunnen“) befindet.